# Valencia (geslacht)
Valencia is een geslacht van straalvinnige vissen uit de familie Valenciidae (Killivisjes).

## Soorten
- Valencia hispanica (Valenciennes, 1846)
- Valencia letourneuxi (Sauvage, 1880)
- Valencia robertae (Freyhof, Kärst & Geiger, 2014)